# Whiting Ciesar All-Americans 1937-1938
La stagione 1937-38 dei Whiting Ciesar All-Americans fu la 1ª nella NBL per la franchigia.
I Whiting Ciesar All-Americans arrivarono secondi nella Western Division con un record di 12-3. Nei play-off persero la finale di division con gli Oshkosh All-Stars (2-0).

## Roster
| N° | Naz.                   | Ruolo | Sportivo      | Anno | Alt. | Peso |
| -- | ---------------------- | ----- | ------------- | ---- | ---- | ---- |
|    | Stati Uniti (bandiera) | AC    | Vince McGowan | 1913 | 198  | 94   |
|    | Stati Uniti (bandiera) | G     | John Wooden   | 1910 | 178  | 83   |
|    | Stati Uniti (bandiera) | GA    | Ken Gunning   | 1914 | 180  |      |
|    | Stati Uniti (bandiera) | A     | Bill Haarlow  | 1913 | 185  | 77   |
|    | Stati Uniti (bandiera) | GA    | Joe Stack     | 1912 | 178  | 84   |
|    | Stati Uniti (bandiera) | A     | Bill Perigo   | 1911 | 183  | 82   |
|    | Stati Uniti (bandiera) | G     | Ed Campion    | 1915 | 188  | 86   |
|    | Stati Uniti (bandiera) | AC    | Joe Sotak     | 1914 | 188  | 95   |
|    | Stati Uniti (bandiera) | GA    | Marty Cullen  |      |      |      |
|    | Stati Uniti (bandiera) | A     | Fred Arndt    | 1917 |      |      |
|    | Stati Uniti (bandiera) | C     | Willis Young  | 1909 |      |      |

## Staff tecnico
- Allenatore: Whitey Wickhorst